# 薄荷
薄荷是唇形科薄荷属的一个种，广布于东亚、中南半岛、马来西亚、西伯利亚中东部和北美洲。薄荷很可能是野薄荷与欧薄荷的自然杂交种。
其种加词“canadensis”意为“加拿大的”。
薄荷花朵呈淡紫色，茎高30-60厘米，葉對生。轮伞花序腋生。该种薄荷生长在潮湿地区，但不能直接生长于水中，所以它基本分布在泥沼、湖河旁边。花期为七月至九月。
薄荷叶子内含香薰油，其气味与胡椒薄荷的香味很像。生长期的叶子都可以被采摘并干燥保存，比如制作成薄荷果冻、薄荷茶以及糕点。加拿大原住民用薄荷茶去缓解口臭、牙疼或者打嗝。它还可以用来做捕捉狐狸和猞猁的诱具。

## 外部連結
- 薄荷 （页面存档备份，存于） 藥用植物圖像數據庫 (香港浸會大學中醫藥學院) （中文）（英文）
- 薄荷 中藥材圖像數據庫  (香港浸會大學中醫藥學院) （中文）（英文）
- 薄荷 中藥方劑圖像數據庫 (香港浸會大學中醫藥學院) （中文）（英文）